# Achterveld-Zuid
Achterveld-Zuid is een buurt van IJsselstein, in de Nederlandse provincie Utrecht. De wijk heeft 1090 inwoners (2023).. 
De buurt grenst met de klok mee aan Achterveld-West, Achterveld-Noord, Achterveld-Oost en Groenvliet. De straatnamen in de buurt zijn allen vernoemd naar planten.

## Geschiedenis
De buurt is gelegen in de polder Lage Biezen en kende aanvankelijk een agrarische bestemming met de daarbij behorende bebouwing, die met name langs de Achtersloot gesitueerd was. 
In de jaren 80 van de 20e eeuw is de buurt bebouwd met voornamelijk woningen. Opvallend daarbij is dat een aanzienlijk perceel in het midden van de buurt zijn agrarische functie behouden heeft. 
In 1985 werd ten noorden van de buurt het IJsselsteinse tracé van de Utrechtse Sneltram geopend. Aanvankelijk was halte Achterveld  de eindhalte, in 2000 werd de lijn verlengd naar het Zenderpark en voerde daartoe aan de westzijde van de buurt, parallel aan de Heemradenlaan.  

## Voorzieningen
Ten noordwesten van de buurt bevindt zich het Winkelcentrum Achterveld met onder andere een supermarkt. 
Stad: IJsselstein      Buurtschappen: Achtersloot · Klaphek · Knollemanshoek (deels)

Woonwijken: Centrum · Noord · West · Zuid

Woonbuurten: Binnenstad · Nieuwpoort · Groenvliet · Kasteelkwartier · Europakwartier · Oranjekwartier · IJsselveld-Oost · IJsselveld-West · IJsseloevers · Hazenveld en Overwaard · Panoven · De Hoven en De Boomgaard · De Tuinen · Het Hart · De Wereldsteden · De Rivieren · Het Staatse · Benschopperpoort en Het Podium · Achterveld-Zuid · Achterveld-West · Achterveld-Noord · Achterveld-Oost · Eiterse Waard · Landelijk gebied Noord · Landelijk gebied Zuid

Overige buurten: Rijpickerwaard · Paardenveld · Over Oudland · Industrieterrein Lage Dijk · Bedrijventerrein De Corridor
Utrecht · Plaatsen in de provincie      Nederland · Provincies · Gemeenten